# پارا-کرسیدین
پارا-کرسیدین (به انگلیسی: Para-Cresidine) با فرمول شیمیایی C۸H۱۱NO یک ترکیب شیمیایی با شناسه پاب‌کم ۸۴۴۵ است. که جرم مولی آن ۱۳۷٫۱۷۹ می‌باشد. شکل ظاهری این ترکیب، بلورهای سفید است.